# Santo André (Montalegre)
Santo André ist eine Gemeinde (Freguesia) im portugiesischen Kreis Montalegre. In ihr leben 149 Einwohner (Stand 19. April 2021).